# Valdemir Pereira
Valdemir Pereira est un boxeur brésilien né le 15 novembre 1974 à Cruz das Almas.

## Carrière
Passé professionnel en 2001, il remporte le titre vacant de champion du monde des poids plumes IBF le 20 janvier 2006 après sa victoire aux points contre Fahprakorb Rakkiatgym. Pereira perd son titre dès le combat suivant face à Eric Aiken le 13 mai 2006. Il met un terme à sa carrière après cette défaite sur un bilan de 24 victoires et 1 défaite.